# Самудио, Адела
Пас Хуа́на Пла́сида Аде́ла Рафаэ́ла Саму́дио Риве́ро (исп. Paz Juana Plácida Adela Rafaela Zamudio Rivero), более известная как Аде́ла Саму́дио (исп. Adela Samudio; 1854—1928) — выдающаяся боливийская поэтесса, феминистка и педагог. Она положила основу феминистского движения в Боливии. Писала также под пвсевдонимом Соледа́д (то есть одиночество).

## Биография
Родилась в крупном городе Кочабамбе 11 октября 1854 года в семье из высшего общества. Она посещала общеобразовательную школу, также её обучали дома отец Дон Адольфо Самудио и мать Донья Модеста Рибейро де Самудио.
Адела Самудио преподавала в школе Сан-Альберто, затем заняла пост директора женской гимназии, названной позже в её честь.
Её поэзия проникнута переживаниями за социальную неустроенность Боливии, романтическими чувствами к революции. Первое стихотворение «Две розы» она написала в 15 лет, но первый сборник издала 20 лет спустя. В 1926 году награждена королевской премией Боливии. Её работа «Quo Vadis» вызвала осуждение женщин высшего света и священнослужителей. Лига католичек публично осудило её за отвержение религии.
Самудио писала статьи в газеты, продвигая идеи демократических реформ, выступала за права женщин, легализацию развода.
День её рождения сегодня в Боливии отмечается как «День Боливийских женщин». Самудио названа среди 999 выдающихся женщин в «Этаже наследия» арт-феминистки Джуди Чикаго.
В 2021 году в её честь был назван новый вид муравьёв Hylomyrma adelae, найденный в Боливии.

## Произведения
- Essayos poéticos (1887)
- Violeta o la princesa azul (Виолета и Синяя принцесса) (1890)
- El castillo negro (Чёрный замок) (1906)
- Intimas (Близкие друзья) (1913)
- Ráfagas (Ветер) (1914)
- Peregrinando (Путешествие) (1943)
- Cuentos breves (Новеллы) (1943)